# Músculo sartório
O músculo sartório ou músculo costureiro é um músculo da coxa. É o músculo mais longo do corpo humano.
Possui ação muscular de flexão, abdução e rotação externa do quadril, ao passo que é um flexor e rotador interno do joelho 
Faz parte da estrutura conhecida como pata de ganso, junto com o grácil e o semitendíneo.